# ماكس زاسلوفسكي
ماكس زاسلوفسكي (بالإنجليزية: Max Zaslofsky)‏ كان لاعب كرة سلة أمريكي تحول إلى التدريب بعد الاعتزال بدأ مسيرته الاحترافية في سنة 1946-47 BAA season. اعتزل اللعب في موسم 1955-56.

## فرق لعب لها
- شيكاغو ستايغس
- نيويورك نيكس
- بالتيمور باليتس
- أتلانتا هوكس
- ديترويت بيستونز

## روابط خارجية
- ماكس زاسلوفسكي على موقع إن بي أي (الإنجليزية)
- ماكس زاسلوفسكي على موقع سبورتس رفرنس (الإنجليزية)
- ماكس زاسلوفسكي على موقع كلية كرة السلة في سبورتس رفرنس.كوم (الإنجليزية)
- ماكس زاسلوفسكي على موقع ريلجم (الإنجليزية)
- ماكس زاسلوفسكي على موقع بروبوليرز (الإنجليزية)
- ماكس زاسلوفسكي على موقع سبورتس رفرنس (الإنجليزية)